# Prälat Schöneberg

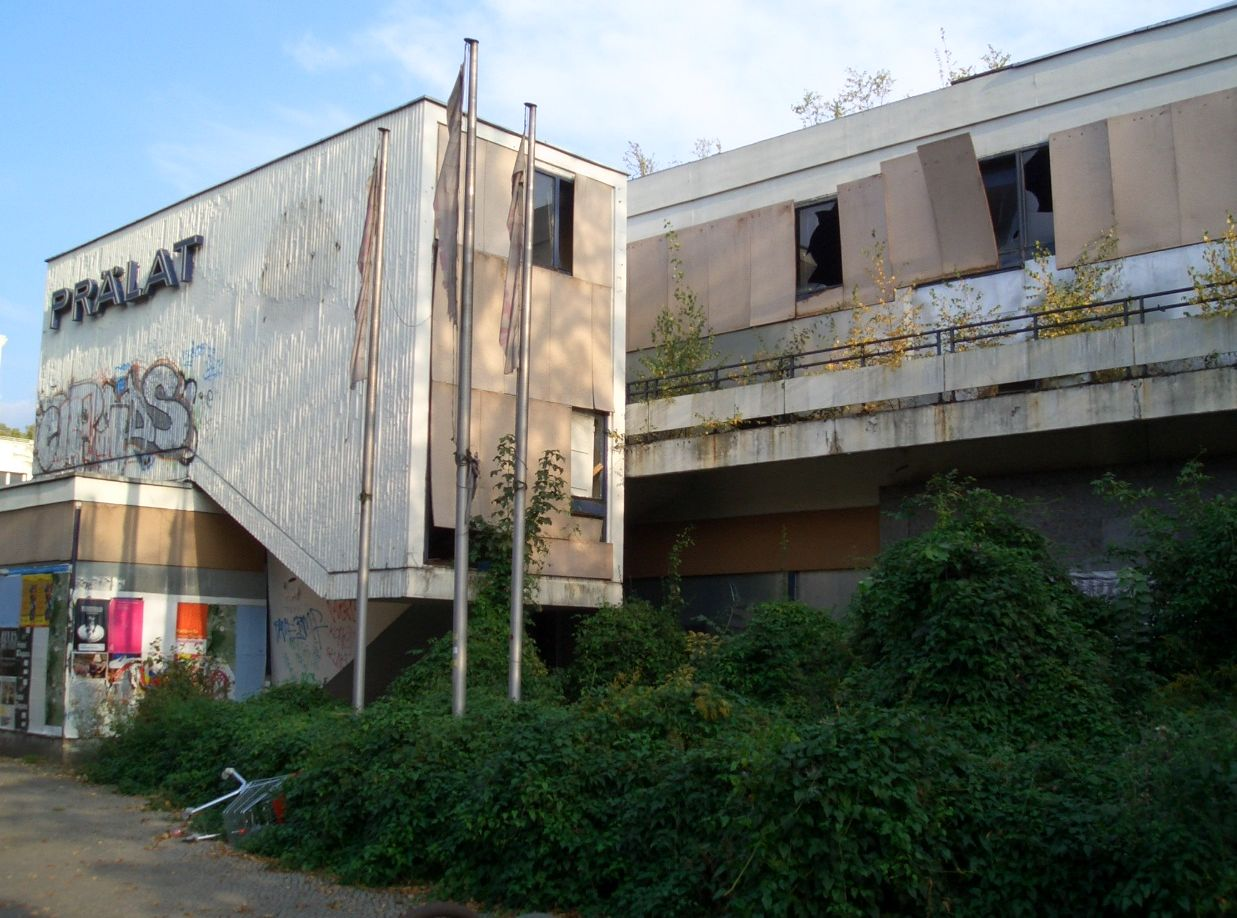
Leerstehender Prälat Schöneberg mit provisorisch verkleideten Fenstern, Oktober 2006

Der Prälat Schöneberg war ein Veranstaltungsort mit Gaststätte und Tanzsälen an der Hauptstraße im Berliner Ortsteil Schöneberg. Wegen seines jahrzehntelangen Leerstands verfiel er über die Zeit und wurde 2007 bis auf die im hinteren Bereich des Grundstücks befindlichen und unter Denkmalschutz stehenden Säle abgetragen.

## Geschichte

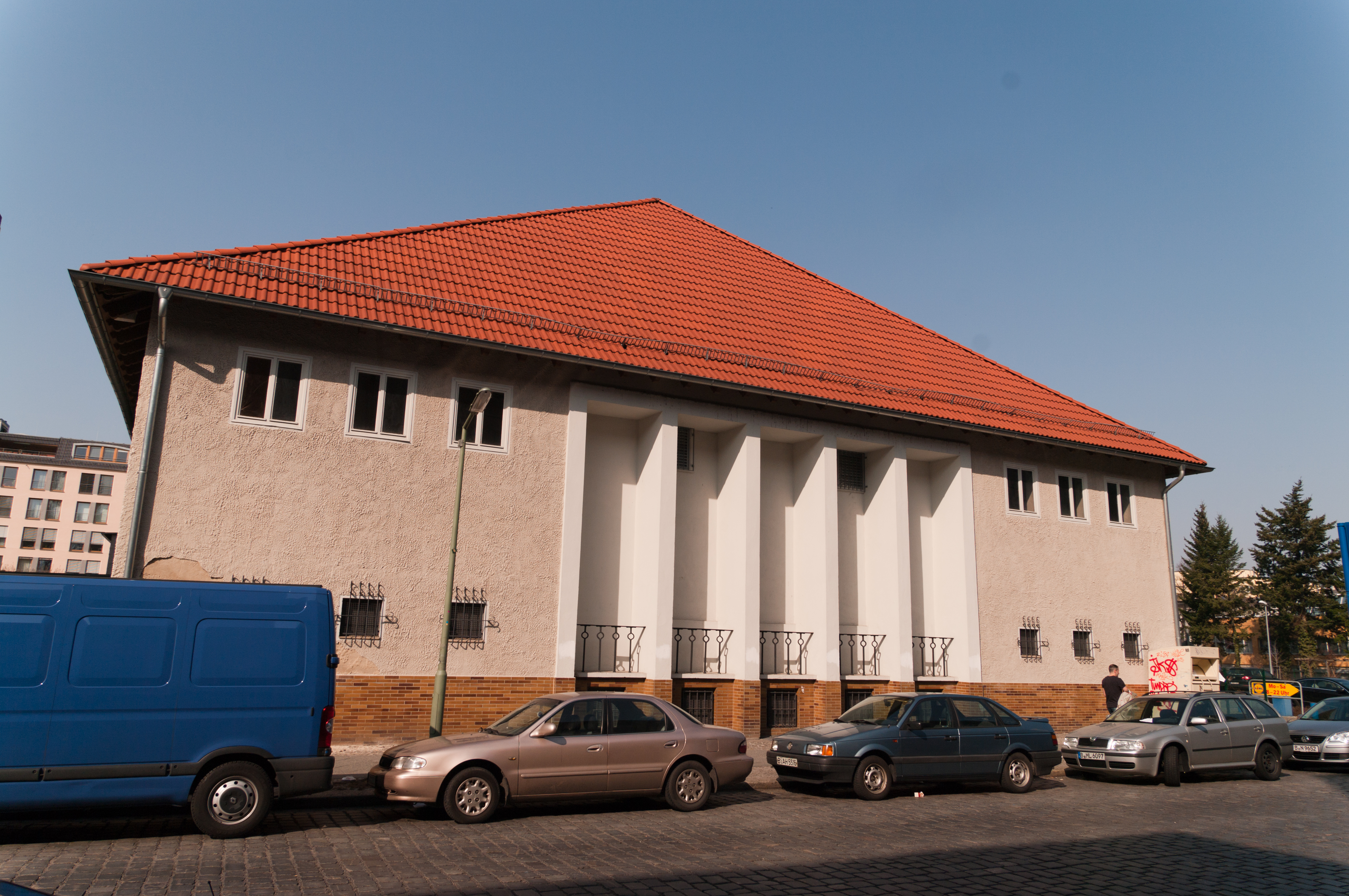
Reste des Prälats nach Teilabriss und Neubau eines Supermarkts, 2012

Der Prälat Schöneberg wurde 1937 von William Dunkel als Veranstaltungsgebäude gebaut. An seiner Stelle stand vorher die Gaststätte „Dorfschenke“ mit großem Biergarten der bis 1920 eigenständigen Stadt Schöneberg, gegenüber der Dorfkirche Schöneberg und neben den luxuriösen Villen der – durch Grundstücksspekulationen infolge der Gründerjahre reich gewordenen – örtlichen „Millionenbauern“.
Im Jahr 1938 wurde der 12.000 m² große Prälat als zentraler Veranstaltungsort überwiegend für Bälle eröffnet. Die Gäste hatten hier die Wahl zwischen diversen Sälen mit verschiedenen Kapellen und Musikrichtungen, dazu Bars und Esslokale. Im Zweiten Weltkrieg schwer zerstört, wurde der Prälat wieder aufgebaut und blieb bis zum Bau des Palais am Funkturm das beliebteste Tanzlokal der West-Berliner Bevölkerung. Der Berliner Presseball, das gesellschaftliche Ereignis des Jahres, fand hier jährlich statt. Außerdem wurde das Gebäude als Ort für Kongresse und Konzertveranstaltungen genutzt. In den 1970er Jahren wurden der Wappensaal aus den 1930er Jahren sowie der Marmor-Kronen-Bankettsaal aus den 1950er Jahren unter Denkmalschutz gestellt.
In Berlin entstanden mehrere ähnliche Gebäude für größere Veranstaltungen. Gleichzeitig änderten sich die Vorlieben der Berliner Bevölkerung. Nach dem Bau des ICC 1979 fanden Tagungen und Kongresse vorrangig dort statt. Das hatte zur Folge, dass der Pächter den Prälat Schöneberg aufgab. Ab 1987 stand das Gebäude leer, was auch das umliegende Gewerbe negativ beeinflusste. Es gab verschiedene Vorschläge zur Neunutzung (als Hotel, Kino, Markthalle oder als arabischen Basar). Seit 2004 ist die Schwarz-Gruppe Eigentümerin des Grundstücks. Die gesamte Vorderfront des Gebäudes sowie das zweigeschossige Parkhaus (111 Stellplätze) auf der linken Seite und der Parkplatz (ca. 50 Stellplätze) wurden im Jahr 2007 abgerissen. Auf dem Gelände entstanden ein Lidl-Supermarkt und ein Seniorenheim. Die im hinteren Bereich des Grundstücks befindlichen und unter Denkmalschutz stehenden Säle wurden erhalten.